# Ringwall Altenberg

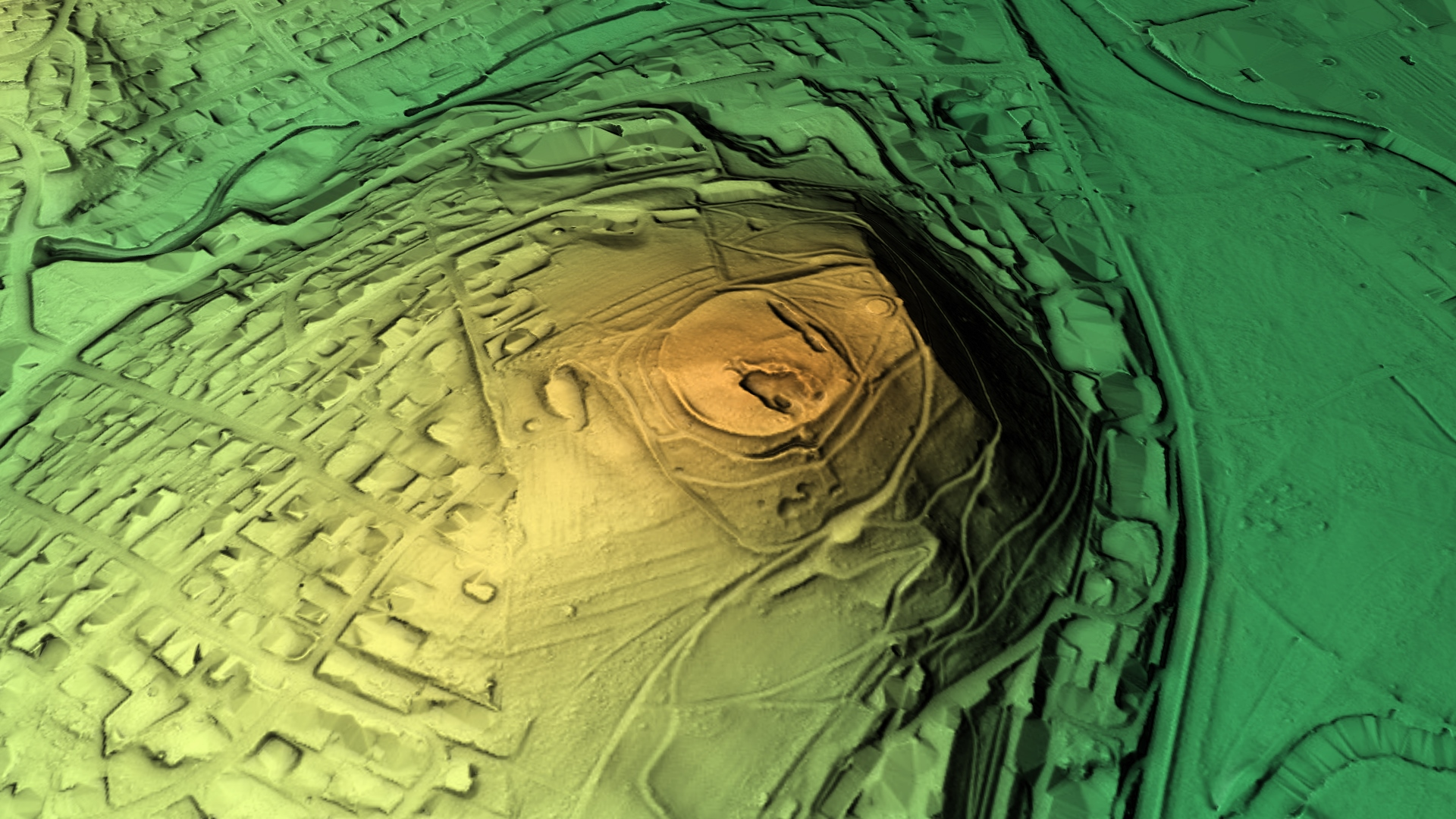
3D-Ansicht des digitalen Geländemodells

Der Ringwall Altenberg ist eine abgegangene vor- und frühgeschichtliche Ringwallanlage bei 275 m ü. NHN auf dem Altenberg (früher mons antiquus) etwa 1270 Meter ostnordöstlich von der Kirche in Garitz, einem Ortsteil des Kurorts Bad Kissingen im Landkreis Bad Kissingen in Bayern.
Von der ehemaligen Burganlage, vermutlich einer keltischen Fliehburg, sind noch Wall- und Grabenreste erhalten.